# Las Chumberas (San Cristóbal de La Laguna)
Las Chumberas es una entidad de población del municipio de San Cristóbal de La Laguna, en la isla de Tenerife —Canarias, España—.
Administrativamente se incluye en la Zona 3 del municipio.

## Características
Está situado en las afueras de la ciudad, a aproximadamente cuatro kilómetros del centro municipal. Alcanza una altitud media de 414 m s. n. m. Junto al barrio se encuentra el polígono industrial homónimo.
El barrio cuenta con varias plazas públicas, el CEIP Las Chumberas, un centro ciudadano, el centro social Urban Centro, un campo municipal de fútbol y otras instalaciones deportivas, la iglesia del Santísimo Redentor, el Centro Comercial Los Majuelos, varias sucursales bancarias, un parque infantil, así como con comercios, bares y restaurantes, sobre todo localizados a lo largo de la avenida de El Paso.
Este barrio tiene aluminosis, una grave enfermedad del cemento y por los que los vecinos llevan luchando 40 años.

## Demografía
| Año        | 2000  | 2001  | 2002  | 2003  | 2004  | 2005  | 2006  | 2007  | 2008  | 2009  | 2010  | 2011  | 2012  | 2013  | 2014  |
| ---------- | ----- | ----- | ----- | ----- | ----- | ----- | ----- | ----- | ----- | ----- | ----- | ----- | ----- | ----- | ----- |
| Habitantes | 2.609 | 2.873 | 2.938 | 2.959 | 3.069 | 3.264 | 3.287 | 3.306 | 3.456 | 3.456 | 3.443 | 3.652 | 3.659 | 3.662 | 3.656 |

## Fiestas
Las Chumberas celebra sus fiestas patronales en honor al Santísimo Cristo Redentor en el mes de agosto, desarrollándose actividades religiosas y populares.

## Comunicaciones
Se accede al barrio principalmente por la Autopista del Norte TF-5 o por la Carretera General del Sur.

### Transporte público
En el barrio cuenta con paradas de taxi en el Camino de La Hornera y en la avenida de El Paso.
En autobús —guagua— queda conectada mediante las siguientes líneas de TITSA: 
| Línea | Trayecto                                    | Recorrido     |
| ----- | ------------------------------------------- | ------------- |
| 018   | La Laguna - Añaza (por centros comerciales) | Horario/Línea |
| 219   | La Laguna - El Cardonal - Taco - San Matías | Horario/Línea |
| 233   | Santa Cruz - Finca España                   | Horario/Línea |

## Lugares de interés
- Centro Comercial Los Majuelos
- Avenida de El Paso
- Santísimo Redentor